# Лалубер
Лалубе́р (фр. Laloubère, окс. La Lobèra) — коммуна во Франции, находится в регионе Юг — Пиренеи. Департамент — Верхние Пиренеи. Административный центр кантона Лалубер. Округ коммуны — Тарб.
Код INSEE коммуны — 65251.

## География

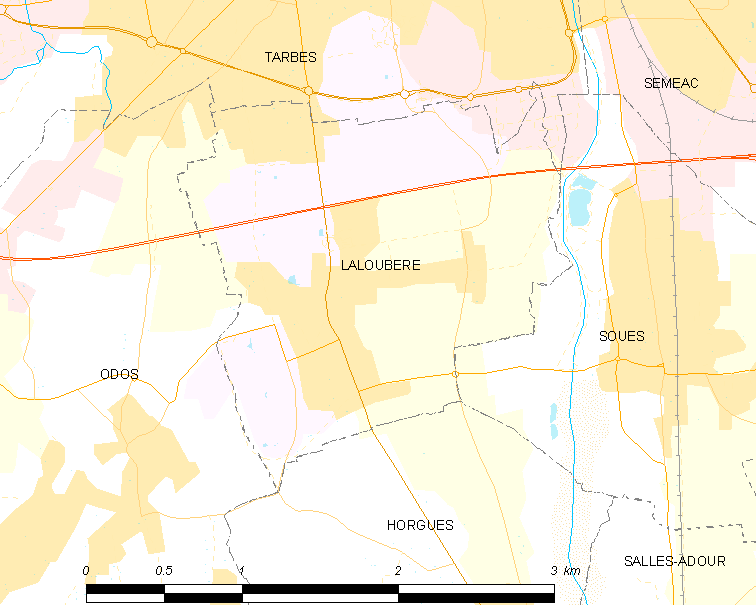
Карта коммуны

Коммуна расположена приблизительно в 660 км к югу от Парижа, в 120 км западнее Тулузы, в 3 км к югу от Тарба.
Коммуна расположена в местности Бигорр. На востоке коммуны протекает река Адур.

## Климат
Климат умеренно-океанический с солнечной тёплой погодой и обильными осадками на протяжении практически всего года.

## Население
Население коммуны на 2010 год составляло 1936 человек.
| 1962 | 1968 | 1975 | 1982 | 1990 | 1999 | 2010 |
| ---- | ---- | ---- | ---- | ---- | ---- | ---- |
| 1199 | 1323 | 1444 | 1333 | 1296 | 1358 | 1936 |

## Администрация
| Период | Период | Фамилия     | Партия                    | Примечания |
| ------ | ------ | ----------- | ------------------------- | ---------- |
| 2001   | 2008   | Режин Лорон | Социалистическая партия   |            |
| 2008   | 2020   | Патрик Винь | Союз за народное движение |            |

## Экономика
В 2010 году среди 1199 человек трудоспособного возраста (15-64 лет) 888 были экономически активными, 311 — неактивными (показатель активности — 74,1 %, в 1999 году было 66,3 %). Из 888 активных жителей работали 807 человек (436 мужчин и 371 женщина), безработных было 81 (29 мужчин и 52 женщины). Среди 311 неактивных 114 человек были учениками или студентами, 122 — пенсионерами, 75 были неактивными по другим причинам.

## Достопримечательности
- Церковь обретения главы Св. Стефана
- Замок Лалубер (XIX век). Исторический памятник с 1995 года[4]
- Ипподром. Первые скачки состоялись в 1808 году

## Фотогалерея

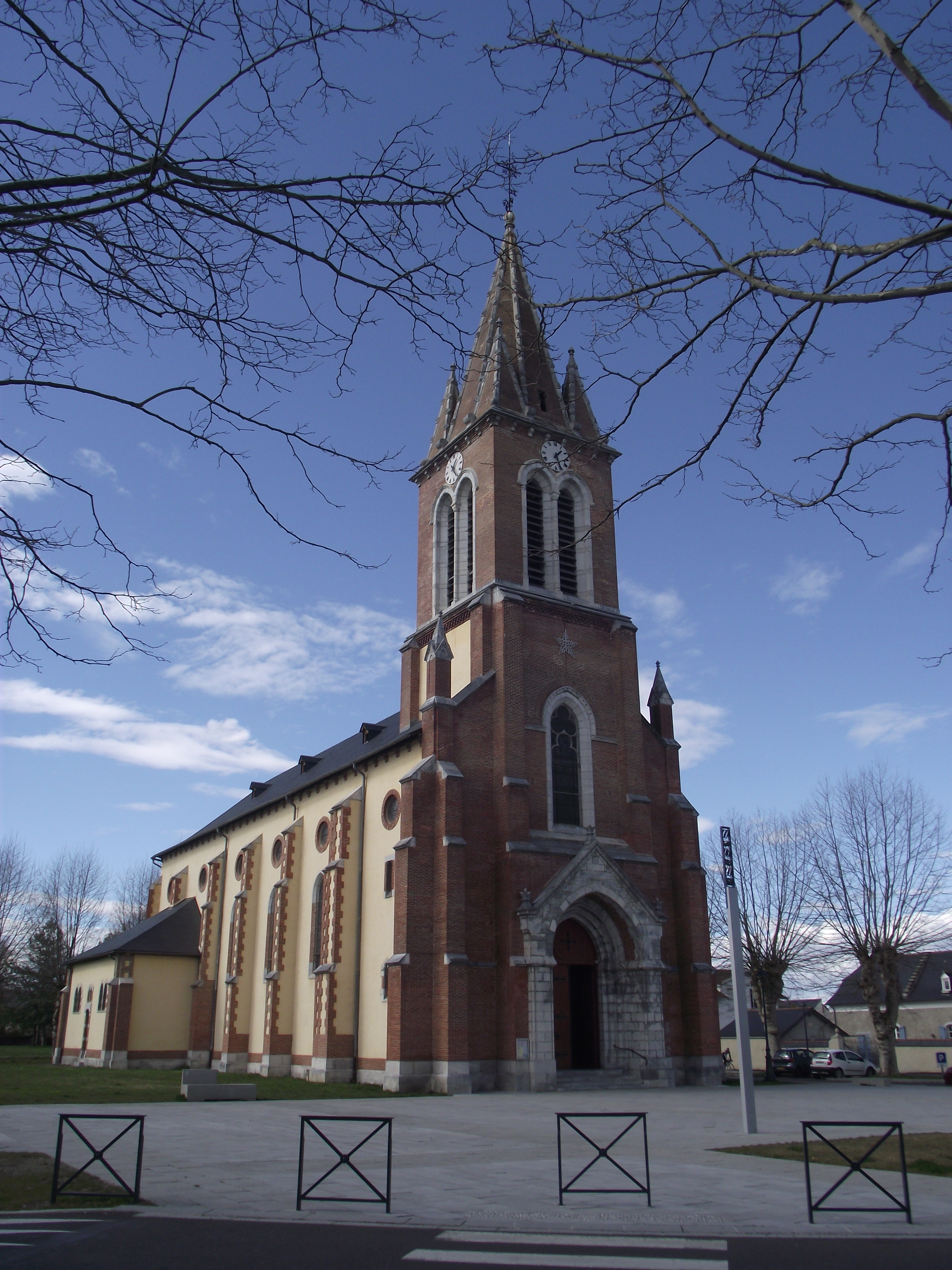
Церковь
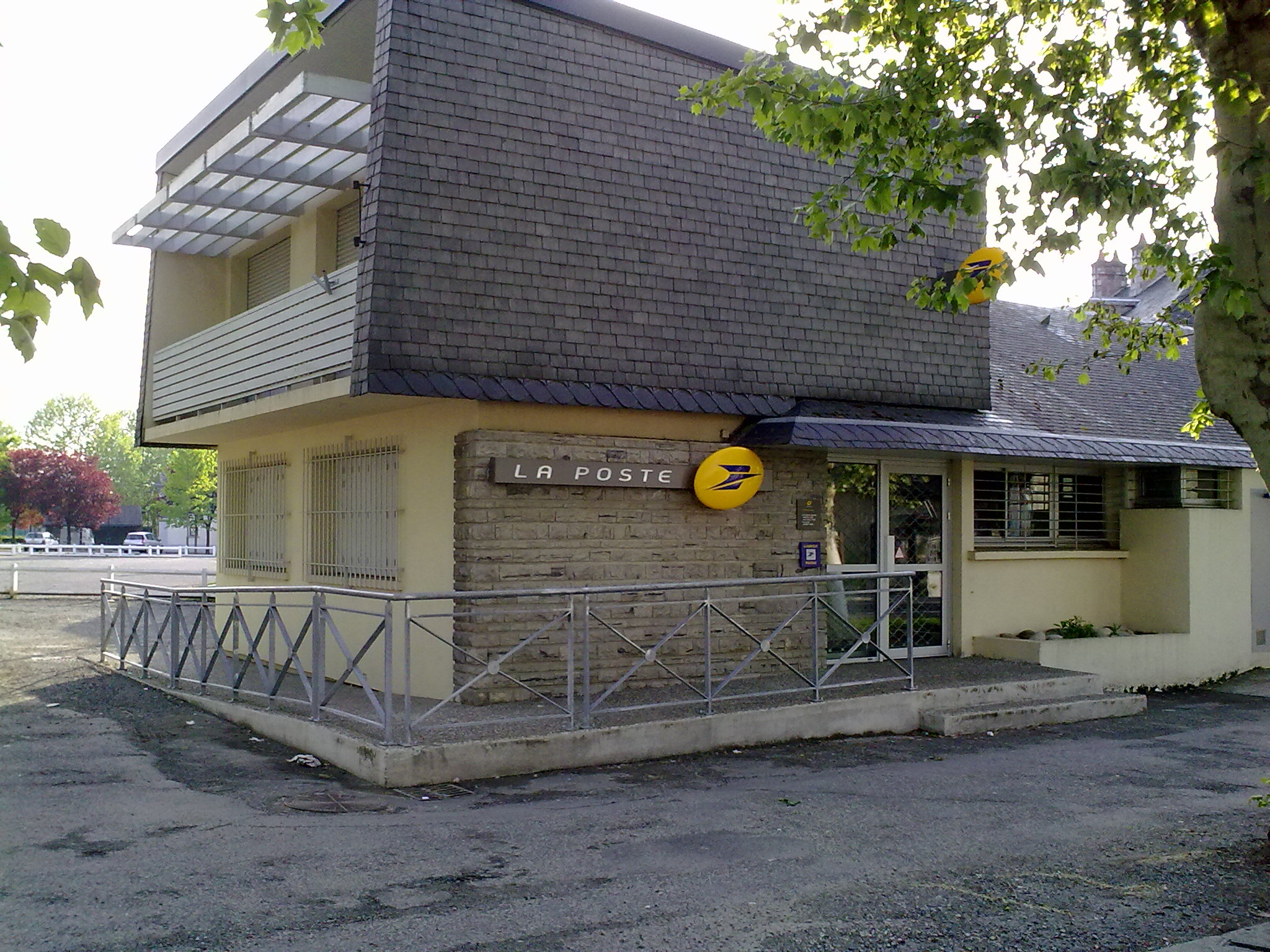
Почта
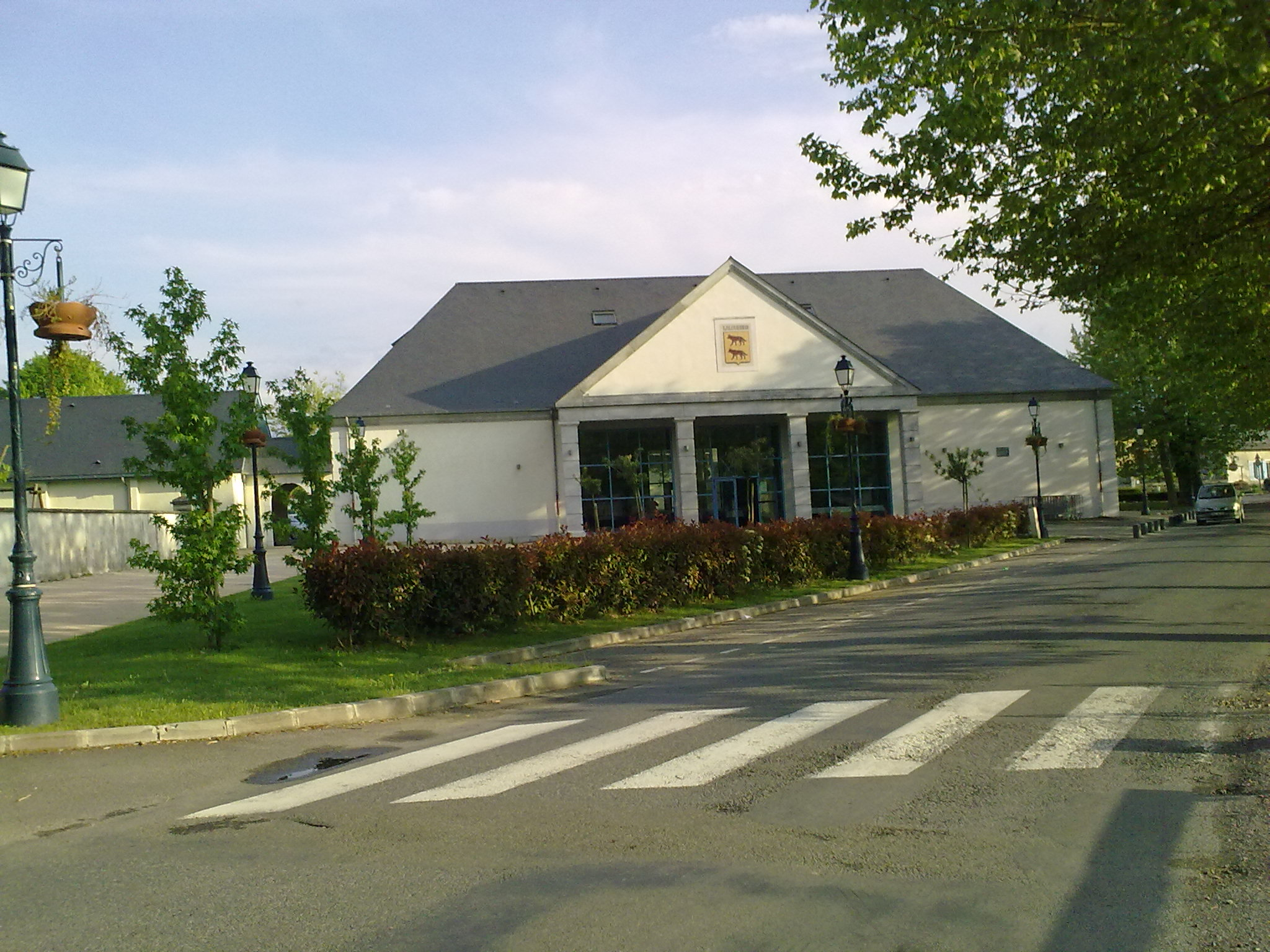
Зал
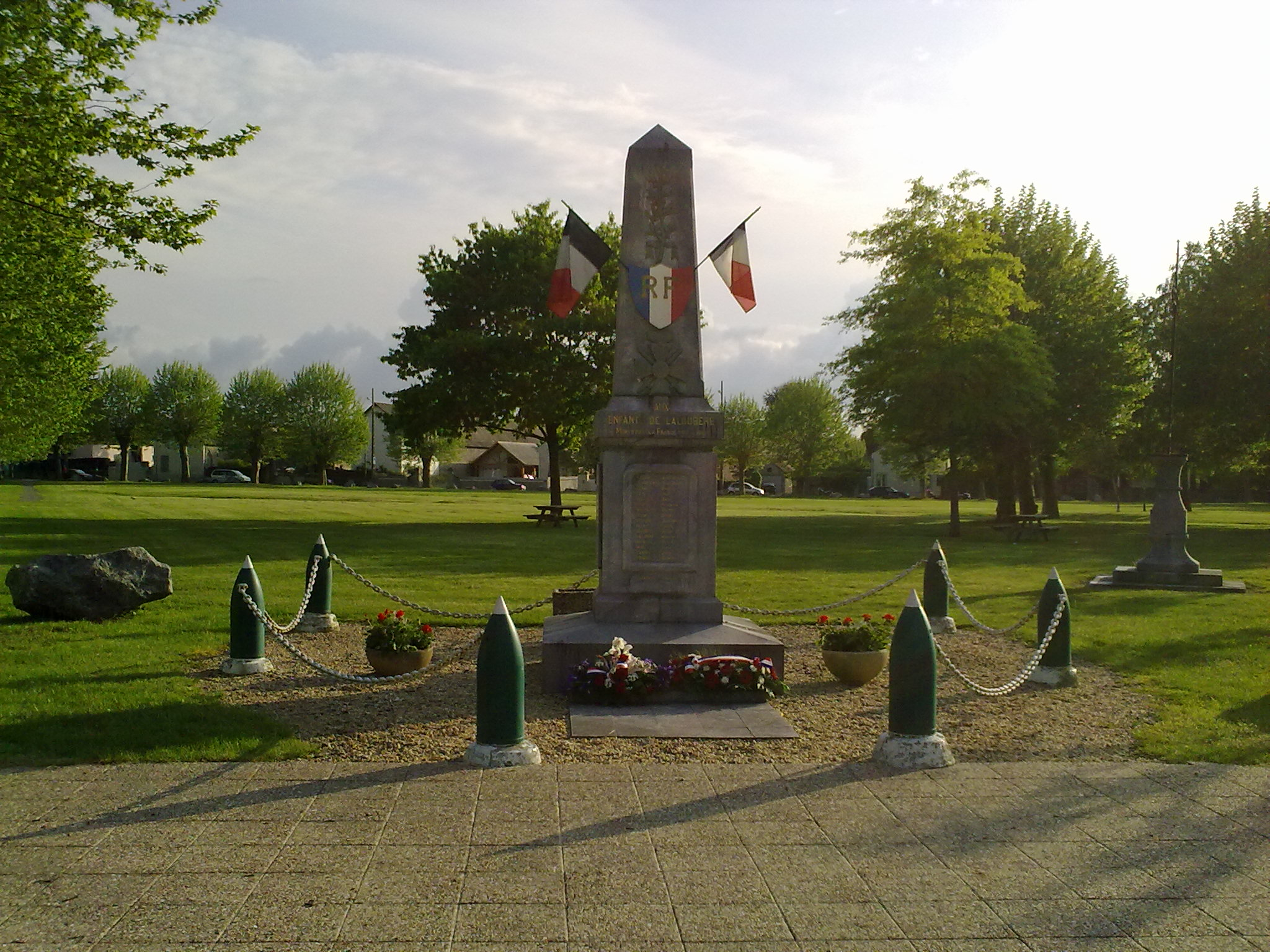
Военный мемориал
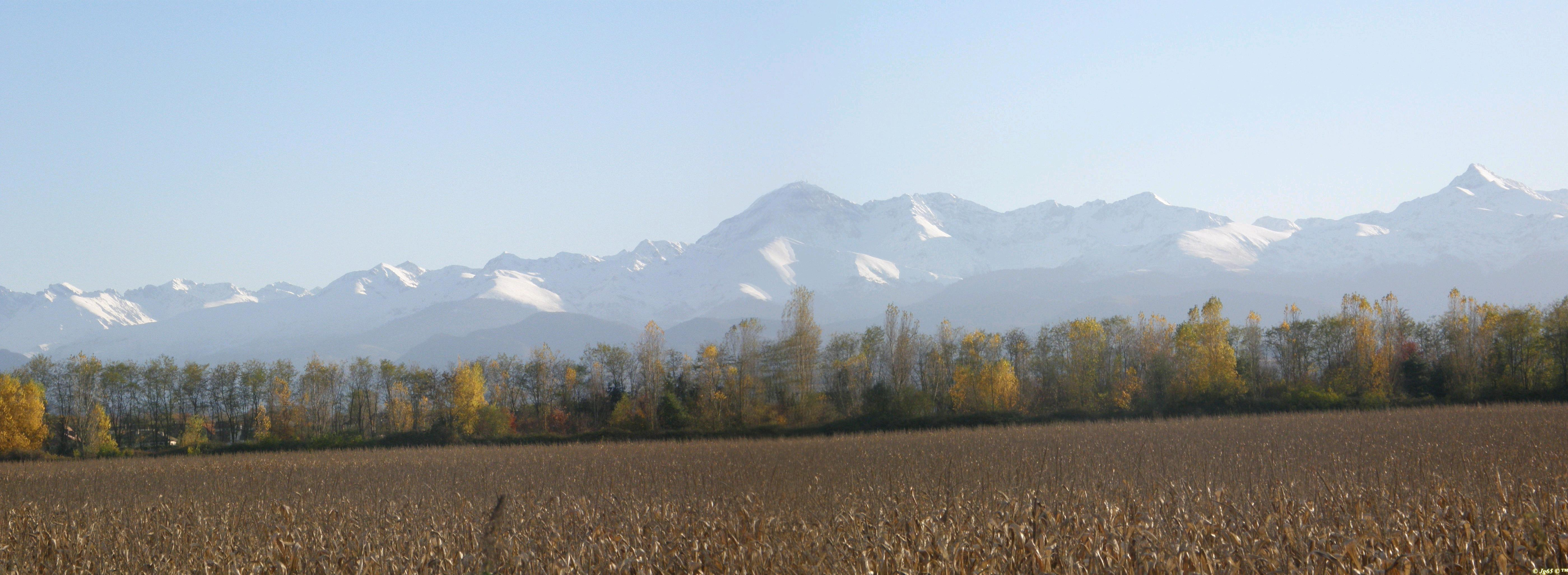
Вид на Пиренеи